# Cillian Murphy
Cillian Murphy (udtales Killian; født 25. maj 1976 i Douglas, Cork, Irland) er en irsk skuespiller.

## Baggrund
Murphy er den ældste af fire søskende (søstrene Orla og Sile samt broderen Páidi). Hans far, Brendan Murphy, arbejder som skoleinspektør, og hans mor er fransklærer.
Murphy gik i skole på Presentation Brothers College i Cork. Han startede med at læse jura på University College Cork, men droppede ud efter et års tid. Mens han læste på universitetet, forfulgte han sin interesse for musik og spillede guitar i et band, Son of Mr Greengenes, sammen med sin lillebror, Páidi. De fik tilbudt en pladekontrakt, som de takkede nej til, fordi Páidi kun var 16 år, og deres forældre mente, at der skulle noget uddannelse til først.

## Karriere
I slutningen af sin tid på universitetet så Murphy et performanceteaterstykke - A Clockwork Orange — opført af teatret Corcadorca på natklubben Sir Henry's, og stykket fascinerede ham. Han jagtede teaterdirektøren Pat Kiernan fra Corcadorca for at få en rolle. Det lykkedes med satsningen Disco Pigs, og Murphys karriere var skudt i gang. Disco Pigs turnerede verdenen rundt i 18 måneder og blev senere filmatiseret i 2001 - også med Murphy i hovedrollen.
Murphys egentlige gennembrud kom først med Danny Boyle's internationale filmhit 28 dage senere. Cillians indsats gav ham en nominering for 'Best Newcomer' og bedste 'Breakthrough Male Performance'.
Murphy fik derefter flere gode roller i højt profilerede film som The Wind that Shakes the Barley, Sunshine, The Edge of Love og Inception. 
Murphy har - trods sin venlige karakter i det private - ofte fået roller som ærkeskurk eller hård negl, herunder i Batman-trilogien, i 'Red Eye' og senest i den anmelderroste Netflix-serie Peaky Blinders, hvor Murphy spiller gangsteren Thomas Shelby. Murphy er ikke ret høj (1,72 cm) og heller ikke fysisk dominerende i sin statur, men har en cinematisk evne til at dominere et rum og udstråle rå magt, godt hjulpet på vej af sine øjne.

## Privat
Murphy bor i Dublin med sin kone, Yvonne McGuinness, deres to drenge og en sort labrador ved navn Scout (opkaldt efter Scout fra 'Killing a Mocking Bird'). Murphy og McGuinness blev gift i Sydfrankrig i 2004 efter at have kendt hinanden siden 1996. Sammen har de sønnerne Malachy (født 2005) and Aran (2007).
Murphy flyttede i 2015 tilbage til Irland med sin familie efter at have boet i London i 14 år.
Murphy beskrives privat som beskeden og eftertænksom, nærmest genert og reserveret ved interviews og på den røde løber, men også som en meget venlig, imødekommende, høflig og nysgerrig person med et glimt i øjet.

## Filmografi

### Film
| År   | Titel                                   | Rolle                              | Noter                                    | Ref. |
| ---- | --------------------------------------- | ---------------------------------- | ---------------------------------------- | ---- |
| 1997 | Quando                                  | Pat                                | Kortfilm                                 |      |
| 1998 | The Tale of Sweety Barrett              | Pat the Barman                     |                                          |      |
| 1999 | Eviction                                | Brendan McBride                    | Kortfilm                                 |      |
| 1999 | Sunburn                                 | Davin McDerby                      |                                          |      |
| 1999 | At Death's Door                         | Grim Reaper, Jr.                   | Short subject                            |      |
| 1999 | The Trench                              | Rag Rookwood                       |                                          |      |
| 2000 | Filleann an Feall                       | Ger                                | Kortfilm                                 |      |
| 2000 | A Man of Few Words                      | Best man                           | Kortfilm                                 |      |
| 2001 | On the Edge                             | Jonathan Breech                    |                                          |      |
| 2001 | How Harry Became a Tree                 | Gus                                |                                          |      |
| 2001 | Disco Pigs                              | Darren / Pig                       |                                          |      |
| 2001 | Watchmen                                | Phil                               | Kortfilm                                 |      |
| 2002 | 28 Days Later                           | Jim                                |                                          |      |
| 2003 | Intermission                            | John                               |                                          |      |
| 2003 | Girl with a Pearl Earring               | Pieter                             |                                          |      |
| 2003 | Cold Mountain                           | Bardolph                           |                                          |      |
| 2003 | Zonad                                   | Guy Hendrickson                    | Kortfilm                                 |      |
| 2005 | Batman Begins                           | Dr. Jonathan Crane / The Scarecrow |                                          |      |
| 2005 | Red Eye                                 | Jackson Rippner                    |                                          |      |
| 2005 | Breakfast on Pluto                      | Patrick "Kitten" Braden            |                                          |      |
| 2006 | The Silent City                         | Soldat                             | Kortfilm                                 |      |
| 2006 | The Wind That Shakes the Barley         | Damien O'Donovan                   |                                          |      |
| 2007 | Sunshine                                | Robert Capa                        |                                          |      |
| 2007 | Watching the Detectives                 | Neil Lewis                         |                                          |      |
| 2008 | The Dark Knight                         | Dr. Jonathan Crane / The Scarecrow | Cameo                                    |      |
| 2008 | The Edge of Love                        | William Killick                    |                                          |      |
| 2008 | Waveriders                              | Fortæller                          | Dokumentar, stemmerolle                  |      |
| 2009 | Perrier's Bounty                        | Michael McCrea                     |                                          |      |
| 2009 | The Water                               | Son                                | kortfilm                                 |      |
| 2010 | Peacock                                 | John Skillpa / Emma Skillpa        |                                          |      |
| 2010 | Hippie Hippie Shake                     | Richard Neville                    | Uudgivet                                 |      |
| 2010 | Inception                               | Robert Fischer                     |                                          |      |
| 2010 | Tron: Legacy                            | Edward Dillinger, Jr.              | Ukrediteret cameo                        |      |
| 2011 | Retreat                                 | Martin                             |                                          |      |
| 2011 | In Time                                 | Raymond Leon                       |                                          |      |
| 2012 | Red Lights                              | Tom Buckley                        |                                          |      |
| 2012 | Broken                                  | Mike Kiernan                       |                                          |      |
| 2012 | The Dark Knight Rises                   | Dr. Jonathan Crane / The Scarecrow | Cameo                                    |      |
| 2013 | Harriet and the Matches                 | Cat                                | Kortfilm, stemmerolle                    |      |
| 2014 | Aloft                                   | Ivan                               |                                          |      |
| 2014 | Transcendence                           | Agent Donald Buchanan              |                                          |      |
| 2014 | From the Mountain                       | Narrator                           | Short subject; voice only                |      |
| 2015 | Atlantic: The Wildest Ocean on Earth    | Fortæller                          | Dokumentar, stemmerolle                  |      |
| 2015 | In the Heart of the Sea                 | Matthew Joy                        |                                          |      |
| 2016 | Anthropoid                              | Jozef Gabčík                       |                                          |      |
| 2016 | Free Fire                               | Chris                              |                                          |      |
| 2017 | The Party                               | Tom                                |                                          |      |
| 2017 | Dunkirk                                 | Skælvende soldat                   |                                          |      |
| 2018 | The Delinquent Season                   | Jim                                |                                          |      |
| 2018 | The Overcoat                            | Akaky                              | Kortfilm, stemmerolle                    |      |
| 2019 | Anna                                    | Lenny Miller                       |                                          |      |
| 2020 | A Quiet Place Part II                   | Emmett                             |                                          |      |
| 2021 | All of This Unreal Time                 | Mand                               | Kortfilm                                 |      |
| 2023 | Kensuke's Kingdom                       | Far                                | Stemmerolle                              |      |
| 2023 | Oppenheimer                             | J. Robert Oppenheimer              |                                          |      |
| 2024 | Small Things like These                 | Bill Furlong                       | Also producer                            |      |
| 2025 | 28 Years Later                          | Jim                                | Post-production; also executive producer |      |
| TBA  | Steve                                   | Steve                              | Post-production; også producer           |      |
| TBA  | 28 Years Later Part II: The Bone Temple | Jim                                | I produktion; også executive producer    |      |
| TBA  | The Immortal Man                        | Thomas Shelby                      | I produktion; også producer              |      |

### Tv
| År        | Titel               | Rolle         | Noter      |
| --------- | ------------------- | ------------- | ---------- |
| 2001      | The Way We Live Now | Paul Montague | 4 episoder |
| 2013–2022 | Peaky Blinders      | Thomas Shelby | Hovedrolle |